# Гуменний Володимир Лук'янович
Володимир Лук'янович Гуменний (26 січня 1952, Снятин, Станиславівська область, нині — Івано-Франківська область — 7 листопада 2013, Івано-Франківськ) — український художник-графік.

## Життєпис
Народився 26 січня 1952 року у місті Снятин, Станиславівської області (нині — Івано-Франківської області).
Закінчив Республіканську художню середню школу імені Т. Г. Шевченка, Львівське художнє училище імені Івана Труша (1974); викладачі Я. Лукавецький, О. Титова, Б. Скиба, В. Яцків.
Учасник міжнародних та загальноукраїнських виставок у Бельгії, Болгарії, Індії, Іспанії, Італії, Канаді, Кореї (м. Сеул), Литві, Македонії, Норвегії, Німеччини, Польщі, Румунії, Росії, Словаччині, США, Тайвані, Фінляндії, Франції, Японії (понад 100 міжнародних виставок).
Персональні виставки — у Вільнюсі (1985), Братиславі (1986), Монреалі й Оттаві (1990), Москві (2000), Івано-Франківську (2012).
Роботи зберігаються у музеях Іспанії, Італії, Кореї, Литви, Польщі, РФ, США, Тайвані, України та приватних колекціях багатьох країн світу.
Член Національної спілки художників України (1986), член Графічного Клубу, Філадельфія, США (1994), член-кореспондент, академік Міжнародної Академії Модерного Мистецтва, Рим, Італія (2001), заслужений художник Міжнародної Академії Модерного Мистецтва, Рим, Італія (2003), академік, професор Міжнародної Академії літератури, мистецтва, науки «Greci — Marino», Версаль — Турин, Італія (2006).
Володимир Лук'янович Гуменний пішов у засвіти 7 листопада 2013 року. Похований в Івано-Франківську.

### Основні призи та нагороди
- 1990 — Гран-Прі (Сеул, Корея), «Гонорова нагорода» (Торонто, Канада);
- 1993 — диплом «IMPREZA» (Івано-Франківськ);
- 2000 — Четверта нагорода Міжнародної Академії Модерного Мистецтва (Рим, Італія);
- 2002 — Бронзова медаль Міжнародної Академії Модерного Мистецтва (Рим, Італія);
- 2003 — Спеціальна міжнародна нагорода «Трофей Медузи» — XXVI (Рим, Італія);
- 2006 — Бронзова медаль Міжнародної Академії Модерного Мистецтва (Рим, Італія), визнання «художник ХХ століття» — Міжнародна енциклопедія модерного і сучасного мистецтва, Видавничий Дім «Альба» (Італія);
- 2007 — Приз культури Міжнародної Академії Модерного Мистецтва (Рим, Італія), Премія А. Ван-Дейка (Рим, Італія), Подяка міського голови за активну участь в організації і проведенні програми «ФранкоДон», особистий внесок в розвиток і популяризацію образотворчого мистецтва (Івано-Франківськ — Донецьк);
- 2008 — Обласна премія імені Я. Лукавецького, Премія Мікеланджело (Рим, Італія);
- 2009 — Премія Леонардо да Вінчі (Рим, Італія), Спеціальна Премія Мартіна Лютера Кінга (Рим, Італія);
- 2011 — Премія В. Ван Гога (Рим, Італія).

## Графіка

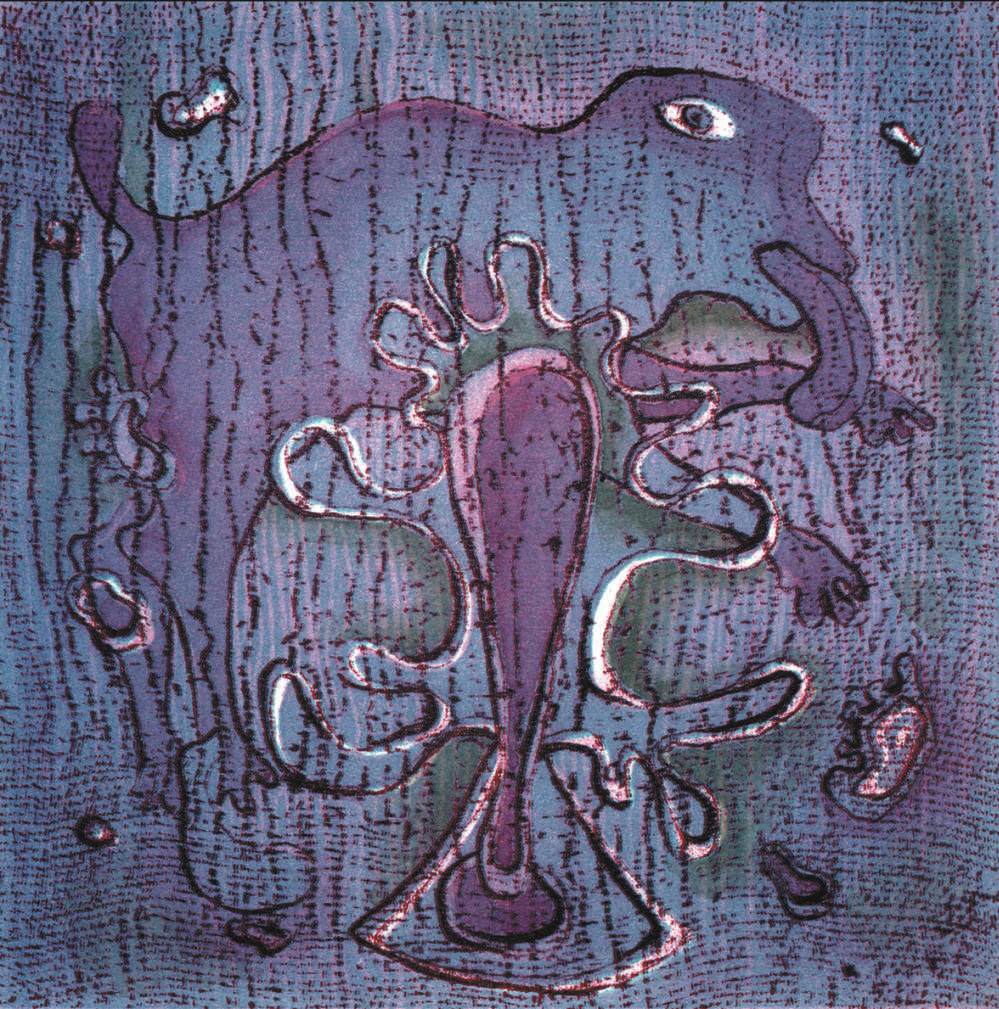
Звір, автолітографія
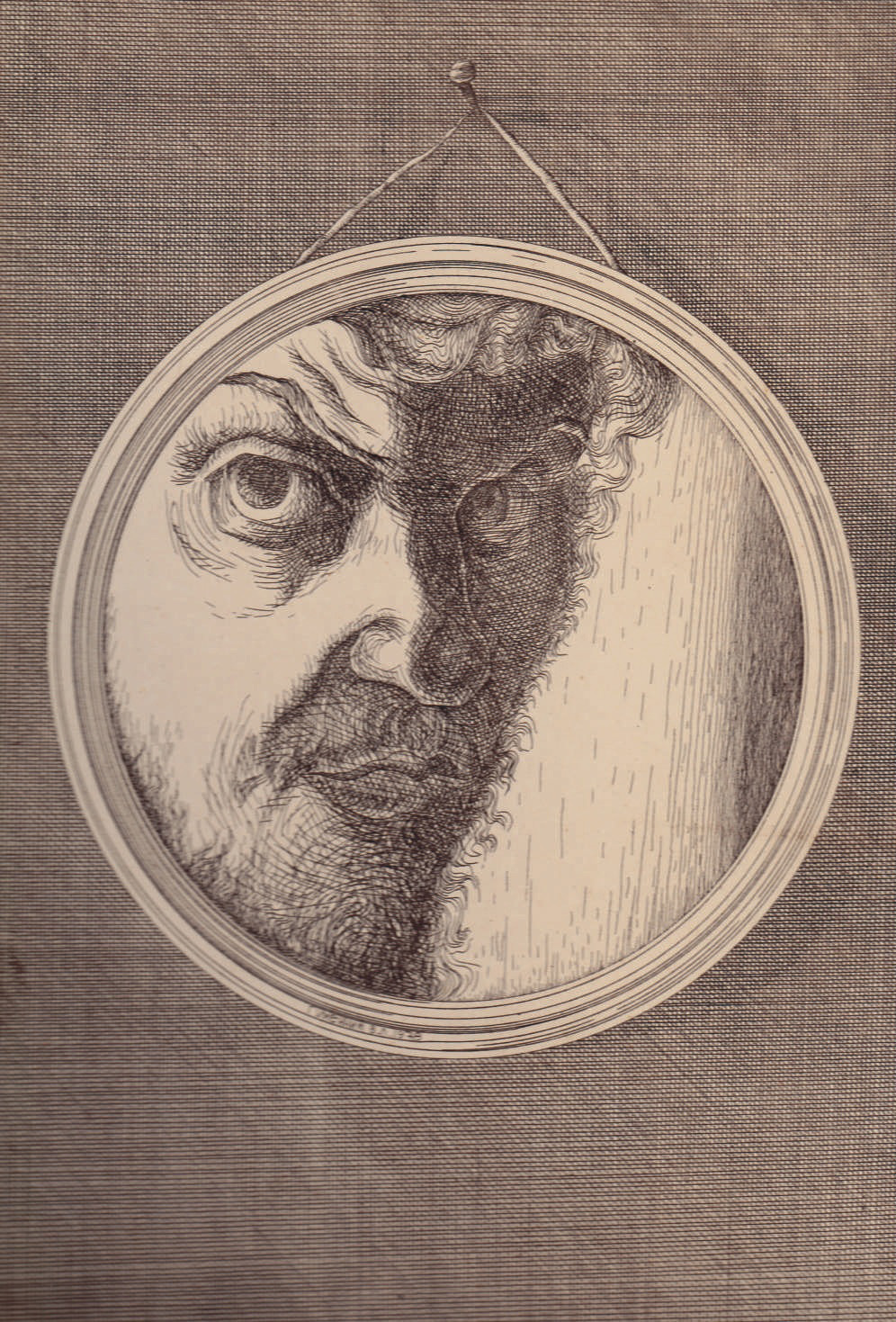
Автопортрет, офорт
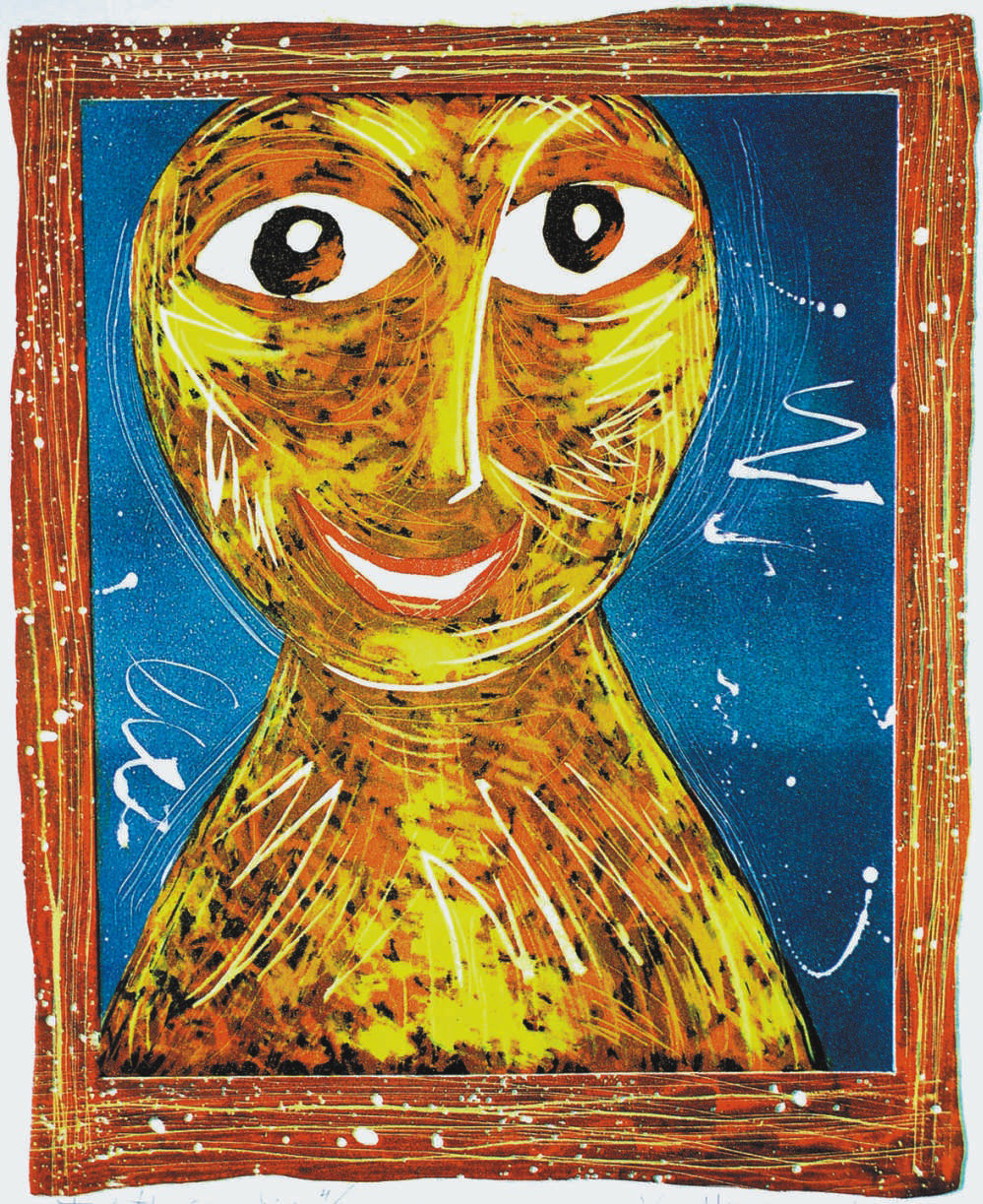
Той, що сміється, автолітографія